# 伊喬科略山
15°20′49″S 71°58′00″W / 15.34694°S 71.96667°W
伊喬科略山（Hichocollo），是秘魯的山峰，位於該國南部阿雷基帕大區，由卡伊尤馬省的塔派區負責管轄，屬於奇拉山脈的一部分，海拔高度4,800米。